# Action espagnole
Pour les articles homonymes, voir Acción Española (homonymie).
Action espagnole (en espagnol Acción Española) est une ancienne société culturelle et un groupe de pression actif durant la Seconde République espagnole, point de rencontre d'intellectuels ultra-conservateurs et de droite radicale qui prônaient la restauration de la Monarchie. L'adhésion à la société était étroitement liée à la publication homonyme, Acción Española.
Pedro Carlos González Cuevas définit l'organisation comme « une actualisation du traditionalisme catholique à travers l'interprétation menendezpelayiste de l'histoire nationale, la théorie monarquico-traditionnelle de l'État et le corporatisme socio-catholique »

## Histoire
Quelque temps après la proclamation de la Deuxième République, après avoir été emprisonné pendant deux mois dans le fort de San Cristóbal à Badajoz, Eugenio Vegas Latapié entama les démarches pour créer la société en septembre 1931. Le groupe, créé en octobre 1931, ne fut en pratique constitué que le 5 février 1932, avec l'inauguration par Ramiro de Maeztu du premier cycle de conférences de l'entité. En octobre 1931, sa structure fut établie, avec Ramiro de Maeztu comme président, Pedro Sáinz Rodríguez comme vice-président et Eugenio Vegas Latapié au poste de secrétaire,. Initialement situé au numéro 12 de la Gran Vía de Pi y Margall de Madrid, à côté des locaux de la Revista de Occidente,, le siège social de l'entreprise fut transféré au numéro 4 de la rue Fernando VI, occupé par le Centre d'action nobiliaire (es). Fermé le 6 août 1932 par la police à la suite d'une plainte déposée par l´Heraldo de Madrid,, il ne rouvrit ses portes que le 3 mai 1934.
Lors de la cérémonie d'ouverture, Víctor Pradera déclara : « Nous sommes la pensée espagnole. La révolution, la pensée étrangère. » Quelques jours plus tard, un grand banquet fut célébré dans les salons de l'Hôtel Palace en l'honneur des anciens ministres de la dictature José Calvo Sotelo et José Yanguas Messía, qui venaient de rentrer en Espagne après l'approbation d'une amnistie par le gouvernement du Parti républicain radical. La présidence était occupée par Ramiro de Maeztu, « le maître de l'Hispanité », entouré des deux aministiés à qui l'on rendait homme, avec la présence de nombreux membres de la noblesse. Le discours final fut prononcé par Calvo Sotelo, qui appela à lutter contre « la horde anticatholique et la horde antipatriotique » et fit l'éloge de l'Italie fasciste et de l'Allemagne nazie, « des régimes nationaux qui symbolisent la paix, le travail et la concorde ». Il eut également des mots de reconnaissance envers la société : « Acción Española a un haut degré de gratitude de la part de l'Espagne, pour avoir conduit les classes intellectuelles vers la droite ou pour avoir intellectualisé la droite ».
Après sa réouverture, Action espagnole changeea encore de locaux et s'installa au numéro 9 de la Plaza de las Cortes (es). La structure de sa direction était alors la suivante : José María Pemán (président), Víctor Pradera, Carlos Ruiz del Castillo et Pedro Sáinz Rodríguez (vice-présidents), Ramiro de Maeztu, le marquis de Lozoya, José Calvo Sotelo, José Ibáñez Martín, Agustín González de Amezúa (es), Juan Antonio Ansaldo, le marquis de Quintanar (es) et Manuel Pombo Polanco (membres), Eugenio Vegas Latapie (secrétaire), le marquis de l'Eliseda (trésorier) y Javier Vela del Campo (comptable). En 1935, elle organisa une série de conférences consacrées au tricentenaire de la mort de Lope de Vega.
Résolument élitiste, ses membres appartenaient pour la plupart à l'aristocratie et à la haute bourgeoisie. La société, qui finit par se constituer une ligne idéologique néo-traditionaliste, adopta une interprétation providentialiste et manichéenne de l’histoire. Influencé par l'idéologie du nationalisme intégral d'Action française, le groupe n'adopta pas unanimement les approches maurrasiennes de la pensée réactionnaire, certains membres d'Action espagnole se distanciant par exemple de son positivisme.
Pendant la guerre civile espagnole et après le décret d'unification des phalanges de la JONS (es) et des traditionalistes dans le parti unique FET y de las JONS dans la zone franquiste en avril 1937, la société fut explicitement invitée à adhérer la nouvelle entité politique. Son président José María Pemán se rendit à Salamanque le 16 mai dans ce but, exprima son adhésion « avec joie et fierté ».

### Liens exterrnes
- Notices d'autorité :   - VIAF